# Geschiedenis van Groenland
De geschiedenis van Groenland is een geschiedenis van het leven onder extreem koude omstandigheden. De Groenlandse ijskap bestrijkt momenteel ongeveer 80 procent van het eiland, wat het grootste gedeelte van menselijke activiteit beperkt. Alleen aan de kusten is een vorm van bewoning mogelijk.
De eerste mensen bevolkten het gebied rond 2500 voor Christus. Deze groep is waarschijnlijk uitgestorven en werd opgevolgd door verschillende andere groepen die migreerden vanuit het continentale Noord-Amerika. Europeanen waren onbekend met Groenland tot de 10e eeuw, toen IJslandse Vikingen op de zuidwestelijke kust strandden. Dit deel van Groenland was toen blijkbaar onbewoond. De directe voorouders van de moderne Groenlandse Inuit zijn waarschijnlijk rond het jaar 1200 na Christus vanuit het noordwesten naar het gebied gemigreerd.
Door het ontstaan van de Kleine IJstijd en andere rampen verdwenen de Noordse nederzettingen langs de zuidwestelijke kust uiteindelijk na ongeveer 500 jaar. Maar de Inuit bloeiden juist op in deze ijzige wereld, en waren enkele eeuwen lang de enige bewoners van het eiland, totdat Denemarken-Noorwegen het weer als grondgebied claimde. Er werd voornamelijk gevreesd dat de Groenlanders door het weinige contact met de rest van Europa waren teruggevallen in het heidendom, daarom werd in 1721 een missionaris uitgezonden voor het herstellen van het christendom. Aangezien geen van de verloren Noordse Groenlanders werd teruggevonden, probeerde Denemarken-Noorwegen in plaats daarvan de lokale Inuit te bekeren en de handel van de nieuwe kustkolonies te ontwikkelen als onderdeel van hun aspiraties als een koloniale macht.
Tijdens de Tweede Wereldoorlog werd Groenland, zowel sociaal als economisch, een vrijstaand land. Na de oorlog kreeg Denemarken weer de controle terug over het land, maar in 1953 werd de status veranderd in die van een overzeese provincie. Hoewel Groenland nog steeds een deel van het Koninkrijk Denemarken is, kreeg het zelfbestuur in 1979. In 1985 stapte het uit de Europese Gemeenschap. Op 21 juni 2009 kreeg Groenland vrijwel volledig zelfbestuur, naar aanleiding van een referendum in 2008 waarbij driekwart van de Groenlanders voor meer autonomie stemde.

## Vroege Paleo-Eskimoculturen
De prehistorie van Groenland bestaat uit een aantal migratiegolven van Paleo-Eskimo's die vanuit de eilanden ten noorden van het Noord-Amerikaanse vasteland kwamen. Gevestigd op een van de verste uithoeken van deze culturen was het leven hier erg moeilijk te handhaven en verschillende culturen zijn dan ook uitgestorven door de extreme omstandigheden. Van de periode vóór de Noordse verkenning van Groenland is weinig bekend.
De Saqqaqcultuur is de oudste cultuur die in de zuidelijke en westelijke delen van Groenland is teruggevonden. Zij ontstond rond 2500 v.Chr. en verdween rond 800 v.Chr. Een groot gedeelte van die tijd leefde de Saqqaqcultuur naast de Independence I-cultuur, die vanuit het noorden van Groenland uit Canada kwam. De vroegste cultuur in het noordelijke en noordoostelijke gedeelte van het eiland is de Independence II-cultuur. Deze ontstond rond 2400 v.Chr. en duurde tot ongeveer 1300 v.Chr. In ongeveer 800 voor Christus had de Independence II-cultuur zich in hetzelfde gebied verspreid waar de Independence I-cultuur vandaan kwam. De Independence II-cultuur wordt dan ook wel een tussenfase genoemd, tussen de oudere culturen en de Dorsetcultuur, die in Groenland arriveerde rond 700 v.Chr. Recente studies hebben aangetoond dat deze culturen in Groenland identiek kunnen zijn. Om deze reden worden de culturen verder beschreven als de Groenlandse Dorsetcultuur. De meest recente data van Independence II-artefacten komen uit de tweede of de eerste eeuw voor Christus. De vroege Dorsetcultuur bestond in Groenland tot ongeveer 200 na Christus. Artefacten hiervan zijn gevonden van Inglefield Land in het noorden tot het gebied rondom de Dove Bugt aan de oostkust.
Er is een algemene consensus dat het eiland meerdere eeuwen onbewoond bleef na de ineenstorting van de vroege Dorsetcultuur. De volgende migratiegolf naar het eiland toe rond 800 n.Chr. behoorde tot de Late Dorsetcultuur. De Late Dorsetcultuur was beperkt tot het noordwesten van het eiland, en verdween rond het jaar 1300. De eerste Noordse kolonisten bevolkten het eiland vanaf het jaar 985.

## Noordse Kolonie
De eerste eilanden aan de kust van Groenland werden waargenomen door Gunnbjørn Ulfsson toen deze uit koers was geraakt in een zeiltocht van Noorwegen naar IJsland aan het begin van de tiende eeuw. Rond het jaar 980 werd het vasteland van Groenland verkend door ontdekkingsreizigers uit IJsland en Noorwegen en deze vonden het land onbewoond, waarna ze in 985 kolonies stichtten langs de zuidwestkust. De naam Groenland (Grænland in het Oudnoors en modern IJslands, Grønland in het moderne Deens en Noors) heeft zijn wortels in deze kolonisatie en wordt toegeschreven aan Erik de Rode (de moderne Inuit noemen het Kalaallit Nunaat, wat betekent "Land van de Kalaallit" (Groenlanders). Er zijn twee schriftelijke bronnen over de herkomst van de naam, in het boek van de IJslanders (Íslendingabók), een historisch werk dat de vroege IJslandse geschiedenis van de 12e eeuw beschrijft, en in een middeleeuwse IJslandse saga, De Saga van Erik de Rode (Eiríks saga rauða), die gaat over de Noorse nederzetting in Groenland en het verhaal van Erik de Rode in het bijzonder). Beide bronnen lezen: "Hij noemde het land Groenland, hopend dat mensen zouden popelen om daar heen te gaan, als het een goede naam had."
Het landschap van de kolonies verschilde zeer met de ijzige poolwoestijn van tegenwoordig. Opgravingen tonen aan dat er grote berkenbossen waren, met berken van 4 tot 6 meter hoog, in de gebieden rond de binnenste delen van de Tunuliarfik- en Aniaaqfjord, het centrale gebied van de Oostelijke Nederzetting. De heuvels hieromheen waren begroeid met gras en wilgen-kreupelhout. Dit was te danken aan het warme middeleeuwse klimaat, dat in die tijd optimaal was. De Noordse kolonisten veranderden de vegetatie door de bomen te kappen voor bouwmateriaal en verwarming van huizen, en door het uitgebreide grazen van schapen en geiten in de zomer en winter. Het klimaat in Groenland was veel warmer tijdens de eerste eeuwen van de kolonies, maar het werd steeds kouder in de veertiende en vijftiende eeuw door de naderende Kleine IJstijd.
Volgens de saga's werd Erik de Rode vanwege een moord voor een periode van drie jaar uit IJsland verbannen. Hij zeilde naar Groenland, waar hij de kustlijn verkende en bepaalde stukken land claimde. Daarna keerde hij terug naar IJsland om kolonisten te werven die zich wilden vestigen op Groenland. De datum van oprichting van de kolonie is niet precies bekend, in de IJslandse saga's wordt 985 aangehouden, toen 25 schepen met Erik de Rode vanuit IJsland vertrokken, waarvan er slechts 14 veilig aankwamen op Groenland. Deze datum wordt bevestigd door C14-datering waaruit blijkt dat de eerste nederzetting, Brattahlid (nu Qassiarsuk) is, die een datum van ongeveer 1000 opleverde. Volgens de saga's was het ook in het jaar 1000 dat de zoon van Erik, Leif Eriksson, Vinland verkende, dit wordt algemeen verondersteld het tegenwoordige Newfoundland te zijn.

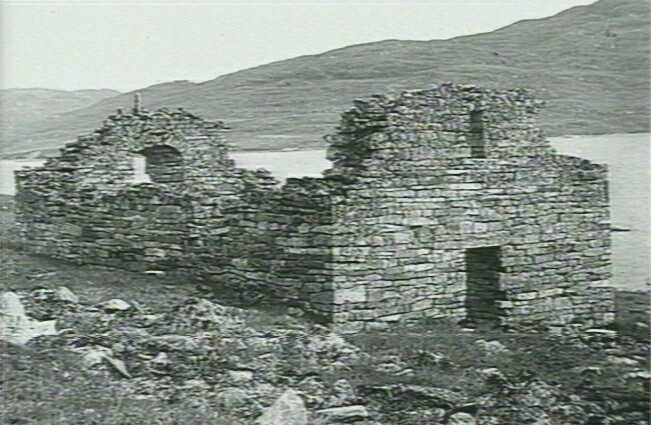
De kerk van Hvalsey

Het laatste schriftelijke verslag van de Noordse Groenlanders is van een huwelijk uit 1408 in de kerk van Hvalsey, wat tegenwoordig de best bewaard gebleven Noorse ruïne is. De Noorse kolonie bestond uit drie woongebieden: de grotere Oostelijke Nederzetting, de kleinere Westelijke Nederzetting en de nog kleinere Middelste Nederzetting (die soms wordt beschouwd als onderdeel van de Oostelijke Nederzetting). Schattingen van de toenmalige bevolking variëren van 2.000 tot maar liefst 10.000 mensen op het hoogtepunt van de kolonie, al gaan recentere schattingen eerder uit van het laagste cijfer. Op Groenland zijn ruïnes van ongeveer 600 huizen gevonden in de drie grootste nederzettingen, waarvan 500 in de Oostelijke Nederzetting, 95 in de Westelijke Nederzetting, en 20 in de Middelste Nederzetting.
In 1126 werd een bisdom gesticht in Garðar (nu Igaliku). Het was onderworpen aan het Noorse aartsbisdom Nidaros (het tegenwoordige Trondheim). Ten minste vijf kerken van het Noordse Groenland zijn bekend uit archeologische overblijfselen. In 1261 had de bevolking ingestemd met de heerschappij van de Noorse koning, maar het bleef zijn eigen rechten hebben. In 1380 werd het Noorse koninkrijk opgenomen in een unie met het koninkrijk Denemarken. De aanvankelijk bloeiende Noorse nederzettingen verdwenen langzaam in de 14e eeuw en de westelijke nederzetting werd verlaten rond 1350. In 1378 was er niet langer een bisschop op Garðar. Na de registratie van het laatste huwelijk in 1408 wordt er geen melding meer gemaakt van de kolonisten. Er is wel correspondentie tussen de paus en de bisschop Bertold uit Garðar in hetzelfde jaar. Volgens documenten geschreven door Nicolas Germanus en Henricus Martellus lijkt de Deense cartograaf Claudius Clavus Groenland nog te hebben bezocht in 1420.
In 1448 schreef paus Nicolaas V een brief naar de bisschoppen Skálholt en Hólar op IJsland met het verzoek ervoor te zorgen dat de inwoners van Groenland voldoende priesters en een bisschop hebben, omdat deze er al 30 jaar niet zou zijn geweest sinds de inval van de heidenen, de verwoesting van de kerken en de gevangenneming van de inwoners.
Hoewel de connectie met Noorwegen inderdaad al decennia verbroken was, was er gedurende de 15e eeuw nog internationale handel, zeer waarschijnlijk met Engelse handelaars die toen een dominante positie bekleedden in IJsland. Dit blijkt uit enkele archeologische vondsten van Europese goederen in de Oostelijke Nederzetting. Zij vormen het bewijs van menselijke aanwezigheid, die voldoende interessant was om handelaars te lokken, tot zeker in de jaren 1480. Vermoedelijk is de Oostelijke Nederzetting opgeheven aan het einde van de 15e eeuw, hoewel er geen exacte datum is vastgesteld.

## De ondergang van de Groenlandse Noordse nederzettingen
Er zijn verschillende theorieën over waarom de Noorse nederzettingen verdwenen zijn op Groenland. Jared Diamond, auteur van Collapse: How Societies Choose to Fail or Succeed, suggereert dat sommige of alle van de volgende vijf factoren hebben bijgedragen tot de ondergang van de kolonie op Groenland: schade aan het milieu, geleidelijke klimaatverandering, conflicten met vijandige buren, het verlies van contact en steun van Europa, en wellicht de meest cruciale reden, cultureel conservatisme en het niet op tijd aan passen aan een steeds hardere natuurlijke omgeving. Andere redenen die verscheidene onderzoekers reeds naar voren schoven waren het vrijkomen van betere mogelijkheden elders door de Zwarte Dood in onder meer Noorwegen en IJsland, en een verminderde Europese vraag naar walrusivoor. Talrijke onderzoeken hebben deze hypothesen getoetst en sommige hebben geleid tot belangrijke ontdekkingen.
Een andere theorie is opgesteld door Kirsten Seaver in het boek The Frozen Echo. Hier betwist zij enkele van de meer algemeen aanvaarde theorieën over de ondergang van de Groenlandse kolonie. Zo stelt Seaver dat de Groenlandse kolonie aan het einde aanzienlijk gezonder was dan Diamond en anderen hebben gedacht. Seaver is van mening dat de Groenlanders niet van de honger zijn omgekomen. Ze hypothetiseert dat een groot deel van de inwoners vermoedelijk de kolonie rond 1500 op ordelijke wijze verlaten heeft om bijvoorbeeld terug te keren naar IJsland of om, enkele jaren na de 'herontdekking' ervan, naar Noord-Amerika uit te wijken. 
Deze argumenten lijken volgens andere onderzoekers echter in strijd te zijn met het fysieke bewijs van archeologische studies van de oude boerderijen. De schaarste van de persoonlijke bezittingen op deze locaties is kenmerkend voor Noord-Atlantische Noorse opgravingsplaatsen. Dit suggereert volgens sommigen dat er sprake was van een geleidelijke maar verwoestende verarming. Voor anderen toont dit aan dat ze werden achtergelaten in een ordelijke manier en daarbij de waardevolle items keurig weggenomen werden, of in een latere fase werden weggenomen door de Inuit. Afvalbergen op deze opgravingen tonen een toenemende verarming in de voeding voor mens en vee.
Groenland was altijd al kouder in de winter dan IJsland en Noorwegen, en het terrein was minder gastvrij voor de landbouw. Vanaf het begin van de kolonie is erosie van de bodem een gevaar geweest. Palynologische testen op versteende planten en stuifmeel dat gevonden werd op graven bewijzen dat de Groenlanders moeten hebben geworsteld met bodemerosie en ontbossing. Door de ongeschiktheid van de grond voor de landbouw probeerden de Groenlanders steeds meer hun voedsel te verkrijgen via een nomadisch bestaan en via de jacht. Maar hierbij hebben ze nooit gebruikgemaakt van Inuit-technieken.
Voor het onderzoek naar de mogelijkheid van een klimatologische koeling hebben wetenschappers geboord in de Groenlandse ijskappen en ijsmonsters genomen. De zuurstofisotopen van de ijskappen suggereren dat de warme middeleeuwse periode een relatief milder klimaat in Groenland had veroorzaakt, dat duurde van ongeveer 800 tot 1200 AD. Maar vanaf ongeveer 1300 AD begon het klimaat af te koelen. De 'Kleine IJstijd' heeft met name in 1420 extreem koud weer op Groenland veroorzaakt. Opgravingen van afvalbergen van de Vikingboerderijen in zowel Groenland als IJsland tonen een verschuiving van koeien- en varkensbotten naar die van schapen en geiten. Tegen het midden van de veertiende eeuw waren de voedselbronnen verschoven naar voornamelijk binnenlandse dieren zoals de kariboe en de visvangst. Omdat de winters langer werden en de zomers korter, moet er minder tijd beschikbaar zijn geweest om gras te laten groeien op Groenland.
Hoewel Groenland onbewoond lijkt te zijn geweest ten tijde van de eerste Noordse nederzetting, hebben Groenlanders na een paar eeuwen toch te maken gehad met de Inuit. De Thule-Inuit waren de opvolgers van de Dorsetcultuur. Zij migreerden via het zuiden en kwamen in de twaalfde eeuw ten slotte in contact met de Noorse kolonisten. Er is een beperkt aantal bronnen beschikbaar waarin de ontmoetingen van de twee culturen worden beschreven, maar wetenschappers weten dat de Noormannen verwezen naar de Inuit (en inheemse bewoners van Vinland) als "skrælingar". De IJslandse Annalen behoren tot de weinige bestaande bronnen, die contact beschrijven tussen de Noorse kolonisten en de Inuit. Er wordt onder andere gerapporteerd dat de Inuit vijandig waren en achttien Groenlanders hadden gedood; ook hadden ze twee jongens meegenomen als slaaf. Archeologisch bewijs lijkt aan te tonen dat de Inuit handel dreven met de Noorse kolonisten. Aan de andere kant blijkt uit het bewijsmateriaal dat er vele Noorse artefacten zijn gevonden op locaties waar de Inuit leefden op Groenland en de Canadese Arctische Eilanden, maar zeer weinig Inuit artefacten in de Noorse nederzettingen. Dit kan duiden op Europese onverschilligheid of culturele weerstand tegen de Inuit, of misschien op vijandige overvallen door de Inuit. Het is ook heel goed mogelijk dat de Noorse kolonisten handel dreven in bederfelijke producten zoals vlees en bont en weinig interesse hadden in andere Inuit items, net als later de Europeanen die handel dreven met indianen.
Het is geweten dat de Noorse kolonisten nooit de Inuittechnieken van kajakvaren, navigatie of zeehondenjacht hadden geleerd. Sterker nog, ze hebben nooit geleerd zich aan te passen aan de koude winters zoals de Inuit deden. Door archeologisch bewijs wordt duidelijk dat rond 1300 de Inuit met succes hun winterse nederzettingen zo dicht mogelijk bij de Westelijke Nederzetting hadden geplaatst. Deze nederzetting was vijftig jaar later volledig verlaten. De reden hiervoor is nog niet helemaal duidelijk; men vermoedt dat de Inuit ofwel de nederzetting hebben uitgeroeid of dat de Inuit, in feite een jachtcultuur, jacht hebben gemaakt op de veestapel van de kolonisten.
Groenlanders moesten in contact blijven met IJsland en Noorwegen omdat ze afhankelijk waren van ijzeren gereedschap, hout (met name voor het bouwen van schepen), aanvullende voedingsmiddelen, en religieuze en sociale contacten, en voor de handel. Bij milde weersomstandigheden kon een schip de 1400 kilometer lange reis van IJsland naar de Oostnederzetting binnen een paar weken maken. Handelsschepen uit IJsland en Noorwegen reisden elk jaar naar Groenland en bleven daar soms ook overwinteren.
Het voornaamste exportproduct in de dertiende eeuw was ivoor van de slagtanden van walrussen. Verder werden er ook touw, schapen, zeehonden en runderen verhandeld naar IJsland en overig Europa. Er is weinig bekend over de scheepsbouwtechnieken die de Groenlanders gebruikten. Het hout in de omgeving van de kolonie was niet bruikbaar voor scheepsbouw. Zo werden ze volledig afhankelijk van IJslandse handelaren of eventuele houtexpedities naar de Canadese kust.
In saga's werden de reizen van IJslanders naar Groenland voor de handel beschreven. Deze werd voornamelijk bestuurd door het stamhoofd in de grootste boerderij van de nederzetting. De stamhoofden dreven handel met de buitenlandse handelaren en verspreidden vervolgens de goederen over de omliggende boeren. Een belangrijk exportproduct was walrusslagtand, dat vooral werd gebruikt in Europa als een substituut voor olifantenivoor, waarvan de handel was geblokkeerd door een conflict met de islamitische wereld. Hoogleraar Gudmundsson suggereert dat er ook gehandeld werd in waardevolle stoottanden van de narwal. Veel geleerden geloven dat het monopolie op de scheepvaart door het Noorse koninklijk huis heeft bijgedragen aan het einde van de handel en contact met Groenland.
Gedurende het grootste deel van de veertiende en vijftiende eeuw bleven echter het christendom en de Europese handelsmonopolie de scepter zwaaien in Groenland. In 1921 vond een Deense historicus, Paul Norland, menselijke resten uit de Oostelijke nederzetting in de kerk Herjolfsnes. De lichamen waren gekleed in vijftiende-eeuwse middeleeuwse kleding en vertoonden geen aanwijzingen van ondervoeding of genetische achteruitgang. De meeste hadden kruisbeelden om hun nek en hun armen over elkaar als een houding van gebed. Het kan ook zijn dat dit de graven waren van matrozen die stierven tijdens de reis naar Groenland of tijdens de overwintering. Het is bekend uit de Romeinse pauselijke archieven dat de Groenlanders waren vrijgesteld van het betalen van hun tienden in 1345, omdat de kolonie leed onder armoede. Het laatst vermelde schip dat Groenland in 1406 wist te bereiken, vertrok in 1410 met het laatste nieuws van Groenland over het verbranden op de brandstapel van een veroordeelde heks beschreef, Sigridur Björnsdóttir. Deze vrouw werd beschuldigd van poging tot verleiden door middel van hekserij en het aangaan van een huwelijk met een IJslander. Er zijn enkele suggesties van veel later aangegeven reizen, bijvoorbeeld in de jaren 1480, vanuit Europa naar Groenland, maar hier zijn geen concrete bewijzen voor.
De laatste van de vijf factoren wijst op het falen van de Noordse kolonisten om zich aan te passen aan de veranderende omstandigheden van Groenland. We weten dat sommige onder hen Groenland verlieten en op zoek gingen naar een plaats genaamd Vinland (in het hedendaagse Canada). Toen vijandige inheemsen verscheidenen van hen verwondden, keerden ze na slechts tien jaar al terug naar Groenland. De Groenlandse kolonie overleefde slechts 450 tot 500 jaar, waarna ze compleet verdween. De Noorse kolonisten worstelden om zich aan te passen, zoals in opgravingen duidelijk is geworden. Het is mogelijk dat de Noordse kolonisten na deze tijd zijn opgenomen in de lokale Inuit, maar hier is weinig bewijs voor.

## Late Dorset- en Thulecultuur
De Noordse kolonisten waren niet alleen toen ze op het eiland aankwamen. Een nieuwe toestroom van Arctische Inuit uit het westen, de late Dorsetcultuur, kwam waarschijnlijk vóór hen. Deze cultuur werd echter beperkt tot het uiterste noordwesten van Groenland, ver van de Noorse kolonisten die rond de zuidelijke kusten leefden. De cultuur verdween rond 1300, rond dezelfde tijd als de meest westelijke van de Noorse nederzettingen verdwenen.
Rond 1200 trok er een andere Arctische cultuur naar Groenland, de Thulecultuur. Deze Inuit kwamen vanuit het westen en waren 200 jaar eerder uit Alaska getrokken. Ze vestigden zich ten zuiden van de late Dorsetcultuur en verspreidden zich over uitgestrekte gebieden in het westen en oosten van Groenland. Deze mensen, de voorouders van de moderne Inuit, waren flexibel en bejaagden bijna alle dieren op het land en in de oceaan, met inbegrip van grote walvissen. Ze hadden honden, in tegenstelling tot de Dorsetcultuur, en gebruikten ze om de hondensleden te trekken. Ook gebruikten ze pijl-en-boog, waarin ze eveneens verschilden van de Dorsetcultuur. Ze hadden grote opslagplaatsen voor voedsel, om in de winter hongersnood te voorkomen. De vroege Thule vermeden de hoogste breedtegraden, die alleen opnieuw werden bevolkt na hernieuwde immigratie uit Canada in de negentiende eeuw.

## Latere Europese verkenning en kolonisatie
In 1536 werden Denemarken en Noorwegen officieel samengevoegd tot de unie Denemarken-Noorwegen, en de oude Noorse kolonies werden overgenomen door het nieuwe koninkrijk. In 1660 werd dit gekenmerkt door de opname van een ijsbeer in het Deense wapenschild. In de tweede helft van de zeventiende eeuw jaagden Nederlandse, Duitse, Franse, Baskische, en Deens-Noorse schepen op walvissen voor de oostkust van Groenland. Regelmatig kwamen er mensen aan wal voor de handel en om drinkwater bij te vullen. Buitenlandse handel werd later verboden door de Deense wetgeving.

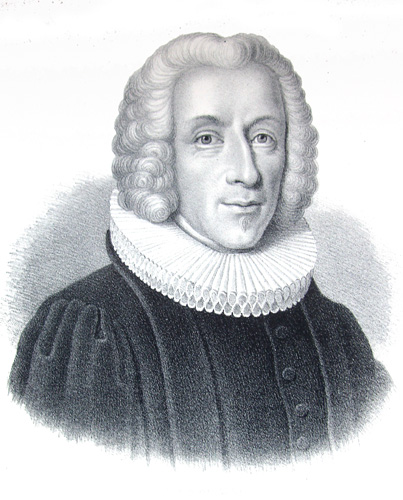
Hans Egede

In 1721 vroeg de Deens-Noorse missionaris Hans Egede aan koning Frederick IV toestemming om een zending naar Groenland te organiseren en voor het zoeken naar eventuele sporen van de oude Noorse kolonie. Hij was bezorgd dat de resterende kolonisten katholiek zouden zijn gebleven na de protestantse Reformatie, of erger, dat ze het christendom helemaal verlaten zouden hebben. Frederik stemde in met een gedeeltelijke herkolonisatie van Groenland. Egede vond echter geen spoor van de oude nederzetting, maar begon wel een succesvolle bekering onder de Inuit. Na vijftien jaar op het eiland verliet Egede Groenland en keerde terug naar Denemarken. Zijn zoon zette echter de bekering voort. Geleidelijk werd Groenland geopend voor Deense kooplieden. Deze nieuwe kolonie was gecentreerd op Godthåb, hetgeen Goede Hoop betekent, aan de zuidwestkust. Sommige van de dicht bij de handelsnederzetting levende Inuit werden bekeerd tot het christendom.
Als gevolg van de Napoleontische oorlogen werd Noorwegen afgestaan aan Zweden in het Verdrag van Kiel. De kolonies, met inbegrip van Groenland, bleven in Deens bezit. Tijdens de negentiende eeuw kwam er meer belangstelling voor de regio in de vorm van poolreizigers en door wetenschappers als William Scoresby en de op Groenland geboren Knud Rasmussen. In dezelfde tijd werden de koloniale elementen van het Deense aanwezigheid op Groenland uitgebreid. In 1861 werd het eerste Groenlandse tijdschrift opgericht.

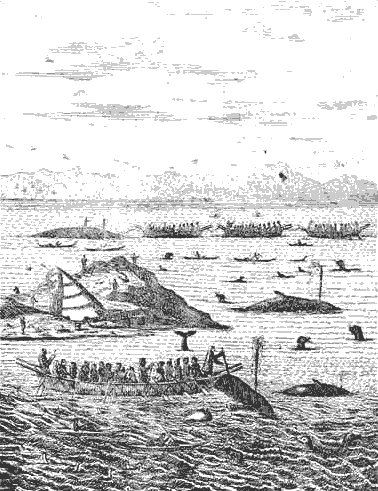
De jacht op walvissen voor de kust van Groenland in de achttiende eeuw

Aan het begin van de negentiende eeuw was het noordelijke deel van Groenland nog dunbevolkt; alleen een paar jagers bewoonden het gebied. In diezelfde eeuw immigreerden Inuit-families van het Britse Noord-Amerika naar deze gebieden. Rond die tijd werd het noordoostelijke deel van de kust door de bevolking verlaten na de gewelddadige uitbarsting van de Laki op IJsland. De eerste democratische verkiezingen voor het district Groenland werden gehouden in 1862-1863, hoewel er geen verkiezingen voor het land als geheel waren toegestaan. In 1911 werden twee Landstings geïntroduceerd, een voor het noorden van Groenland en een voor het zuiden, om uiteindelijk te worden samengevoegd in 1951.
Aan het einde van de negentiende eeuw en het begin van de twintigste eeuw onderzochten Amerikaanse ontdekkingsreizigers, onder  wie Robert Peary, de noordelijke delen van Groenland. Peary ontdekte dat Groenland een eiland is en bracht de noordelijke kusten in kaart. Deze ontdekkingen werden beschouwd als de basis voor de Amerikaanse territoriale aanspraken op het gebied.
In 1888 realiseerde een groep van zes mannen onder leiding van Fridtjof Nansen de eerste landoversteek van Groenland. Het kostte de mannen 41 dagen om de oversteek op ski's te maken, op ongeveer 64° noorderbreedte.

## 20e eeuw
In 1911 had Groenland 14.000 inwoners. In de Eerste Wereldoorlog was Denemarken (met inbegrip van Groenland) neutraal. Maar tijdens de Tweede Wereldoorlog werd Denemarken als onderdeel van Operatie Weserübung op 9 april 1940 bezet door Duitsland. Groenland was hierdoor afgesneden van het thuisland en de Deense ambtenaren organiseerden een lokale overheidsinstantie. Een dag na de Duitse bezetting vertelde de Deense ambassadeur in de Verenigde Staten, Henrik Kauffmann, dat hij geen instructies meer aanvaardde vanuit Kopenhagen en toestemming aan de Amerikanen verleende om militaire bases op Groenland in te richten. Vervolgens diende Groenland in de eerste plaats als uitvalsbasis voor Amerikaanse vliegtuigen op zoek naar Duitse onderzeeboten. Er waren ook Duitse pogingen om het eiland voor meteorologische stations te gebruiken, die allemaal mislukten. De Deense regering beschuldigde Kauffmann van landverraad, ontsloeg hem en eiste dat hij naar Kopenhagen terugkeerde, maar Kauffmann legde dit naast zich neer. Zodoende kon het Groenlandse bestuur vergaand onafhankelijk opereren en werd het onafhankelijkheidsgevoel van de Groenlanders gestimuleerd.
Met het verdrag van 27 april 1951 werd Groenland ingericht tot een gezamenlijke Deens-Amerikaanse verdedigingszone voor het grondgebied onder leiding van de NAVO. De Verenigde Staten bouwden in 1952 een belangrijke luchtmachtbasis op Groenland onder de naam Thule Air Base. Deze speelde tijdens de Koude Oorlog een belangrijke rol. In 1953 werden de Thule Inuit verplaatst naar Qaanaaq. In 1950 was het Deense handelsmonopolie op het eiland verstreken en werd Groenland geopend voor vrije handel. Op 30 augustus 1955 werd in Kopenhagen een speciaal ministerie van Groenland opgericht, dat bestond tot 1987. Groenlands eerste minister was John Kjærbøl en de laatste minister van Groenland was Tom Høyem. 
De hoofdstad Godthåb werd in 1979 omgedoopt tot Nuuk. In datzelfde jaar verkreeg Groenland zelfbestuur binnen het Deense koninkrijk, waarna het in 1985 uit de Europese Gemeenschap trad. 

## 21e eeuw
De bevolking van Groenland stabiliseert zich vanaf de eeuwwisseling op ongeveer 56.000 personen. Het vruchtbaarheidscijfer is teruggelopen tot het vervangingsniveau van 2,1 kinderen per vrouw. Dit geeft enige zorgen over de toekomstige bevolkingsontwikkeling want de balans tussen emigratie en immigratie is ook negatief. Verder is er binnen Groenland een trek van de kleinere nederzettingen naar de grote plaatsen als Nuuk, Sisimiut en Ilulissat. Veel kleinere plaatsen lopen het risico geheel ontvolkt te raken.
Op 21 juni 2009 kreeg Groenland vrijwel volledig zelfbestuur, naar aanleiding van een referendum gehouden in 2008 waarbij driekwart van de Groenlanders voor meer autonomie stemde.
In 2013 hief Groenland het verbod op de winning van uranium en zeldzame aardmetalen op. Het land staat in de belangstelling van veel mijnbouwbedrijven vanwege de aanwezigheid van zeldzame aardmetalen. Mijnbouw wordt gezien als de belangrijkste mogelijkheid van het land om financieel onafhankelijk te worden van Denemarken.
Sedert 2016 toonde de Verenigde Staten, vooral bij monde van president Trump, belangstelling om Groenland van Denemarken los te maken. In 2025, tijdens zijn tweede termijn als president, werd de roep van Trump om Groenland onder de hoede van de VS te brengen steeds luider. De bevolking van Groenland en de politiek in Denemarken verzette zich hier hevig tegen.